# 曽根駅 (兵庫県)
曽根駅（そねえき）は、兵庫県高砂市阿弥陀一丁目にある、西日本旅客鉄道（JR西日本）山陽本線の駅である。駅番号はJR-A81。「JR神戸線」の愛称区間に含まれている。

## 歴史
開業当初、当駅は所在地が印南郡阿弥陀村だったため阿弥陀駅（あみだえき）と名づけられた。鉄道唱歌第2集山陽・九州編にも、「阿弥陀は寺の音に聞き…」と「阿弥陀」の駅名で登場している。
しかしその後1900年に東隣の印南郡米田村に新駅が開業した際、その駅名は駅から南西約1.5 km離れた場所にある生石神社の「石の宝殿」にちなみ宝殿駅となった。そのころ印南郡曽根村では、石の宝殿同様の観光資源であり、阿弥陀駅の約1.5 km南に所在する曽根天満宮の霊松にちなみ、阿弥陀駅を「曽根の松駅」へと改称するよう望む声が高まった。そして近隣町村の賛同を得て山陽鉄道に要請した結果、現在の曽根駅に改称された。
そもそも元来の敷設構想では、印南郡曽根村を経由し、曽根村内に駅を設ける計画だったが、「陸蒸気」に不安をもっていた村民からの反発により実現せず、現在のルートに変更されたという経緯がある。
高砂市議会において、当駅ないし宝殿駅のいずれかの名称を、市名である「高砂」へ変更するべきだ、という提案がたびたび行われている。市も名称変更に「意欲を持ち続けている」とされ、2014年当時の市長は、駅名変更に関する質疑に対し「例えば高砂駅あるいは高砂曽根駅でもいいのではないか」と答弁している。

### 年表

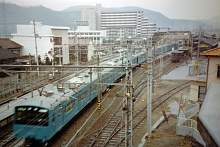
国鉄曽根駅（1984年頃）

- 1888年（明治21年）12月23日：山陽鉄道の明石駅 - 姫路駅間の開通と同時に、阿弥陀駅として神戸駅から46.6 kmの地点に開業[1][5]。旅客・貨物の取り扱いを開始[2]。
- 1893年（明治26年）4月21日：神戸駅から45.8 km（東へ0.8 km移動）地点に移転[1][5]。
- 1902年（明治35年）3月1日：曽根駅に改称[1][6]。
- 1906年（明治39年）12月1日：山陽鉄道の国有化により官設鉄道（国鉄）の駅となる[2]。
- 1907年（明治40年）11月1日：現在地（神戸駅から46.4 km地点）へ移転[1][5]。
- 1909年（明治42年）10月12日：線路名称制定。山陽本線の所属となる。
- 1927年（昭和2年）：駅舎改築[1]。
- 1982年（昭和57年）11月15日：貨物の取り扱いを廃止[2]。駅構内北側に有蓋車用車扱貨物ホームが設けられていた。
- 1984年（昭和59年）2月1日：荷物扱い廃止[2]。
- 1987年（昭和62年）4月1日：国鉄分割民営化により西日本旅客鉄道（JR西日本）の駅となる[2]。
- 1988年（昭和63年）3月13日：路線愛称の制定により、「JR神戸線」の愛称を使用開始。
- 1995年（平成7年）
  - 1月17日：阪神・淡路大震災により、営業休止。
  - 1月18日：西明石駅 - 姫路駅間の復旧により、営業再開。
- 1997年（平成9年）3月8日：JR神戸線標準接近メロディ「さざなみ」導入[7]。
- 1998年（平成10年）2月12日：自動改札機を設置し、供用開始[8]。
- 2003年（平成15年）11月1日：ICカード「ICOCA」の利用が可能となる。
- 2006年（平成18年）10月1日：JR京都・神戸線運行管理システム導入。
- 2007年（平成19年）3月18日：駅自動放送を更新。
- 2011年（平成23年）3月17日：高砂市によるバリアフリー化工事が完了[9]。入口スロープとエレベーターを新設、多目的トイレの使用を開始。
- 2014年（平成26年）
  - 1月31日：みどりの窓口の営業終了。
  - 2月1日：みどりの券売機プラスの稼動開始。
- 2015年（平成27年）3月12日：入線警告音の見直しに伴い、接近メロディをJR神戸線標準接近メロディ「さざなみ」の音質見直し版に再び変更する[10]。
- 2018年（平成30年）3月17日：駅ナンバリングが導入される[11]。
- 2020年（令和2年）3月27日：JR曽根駅周辺整備事業に伴うJR曽根駅駅前整備工事が完成し、記念式典が行われた[12][13]。かつての貨物設備跡地にロータリーと自転車駐輪場、歩道が整備された。

## 駅構造
12両編成対応の単式2面2線のプラットホームを持つ地上駅。以前は単式・島式の複合型2面3線だったが、中線（2番線）が撤去されて停留所となり、当該ホームの跡には柵が設置された。2番線が欠番であるのはそのためである。
プラットホームは姫路方に向かって半径500 mの右カーブを描いており、停車時にはそのカーブに設けられたカントにより列車が大きく傾き、車両扉（3扉車の場合は両端の扉）とプラットホームとの間が直線のホームに停車した場合よりも広く開くほか、新快速などの通過列車は100 km/hに減速する。

### のりば
| のりば | 路線     | 方向 | 行先             |
| ------ | -------- | ---- | ---------------- |
| 1      | JR神戸線 | 上り | 三ノ宮・大阪方面 |
| 3      | JR神戸線 | 下り | 姫路・相生方面   |

駅業務はJR西日本交通サービスへ委託されており、加古川駅が当駅を管理している。アーバンネットワークエリアに属しており、ICOCAおよび提携ICカードが利用できる。
かつてはみどりの窓口があったが、2014年1月31日をもって営業を終了し2月1日よりみどりの券売機プラスが稼動した。市販の「JR時刻表」などでは、これ以降も「みどりの窓口設置駅」として扱われている。
改札口および1番のりばと、3番のりばとの間は階段とエレベーターで連絡されている。また、多目的トイレが1番のりばに設置されている。
駅東側には有人踏切があったが、1970年代に廃止された。

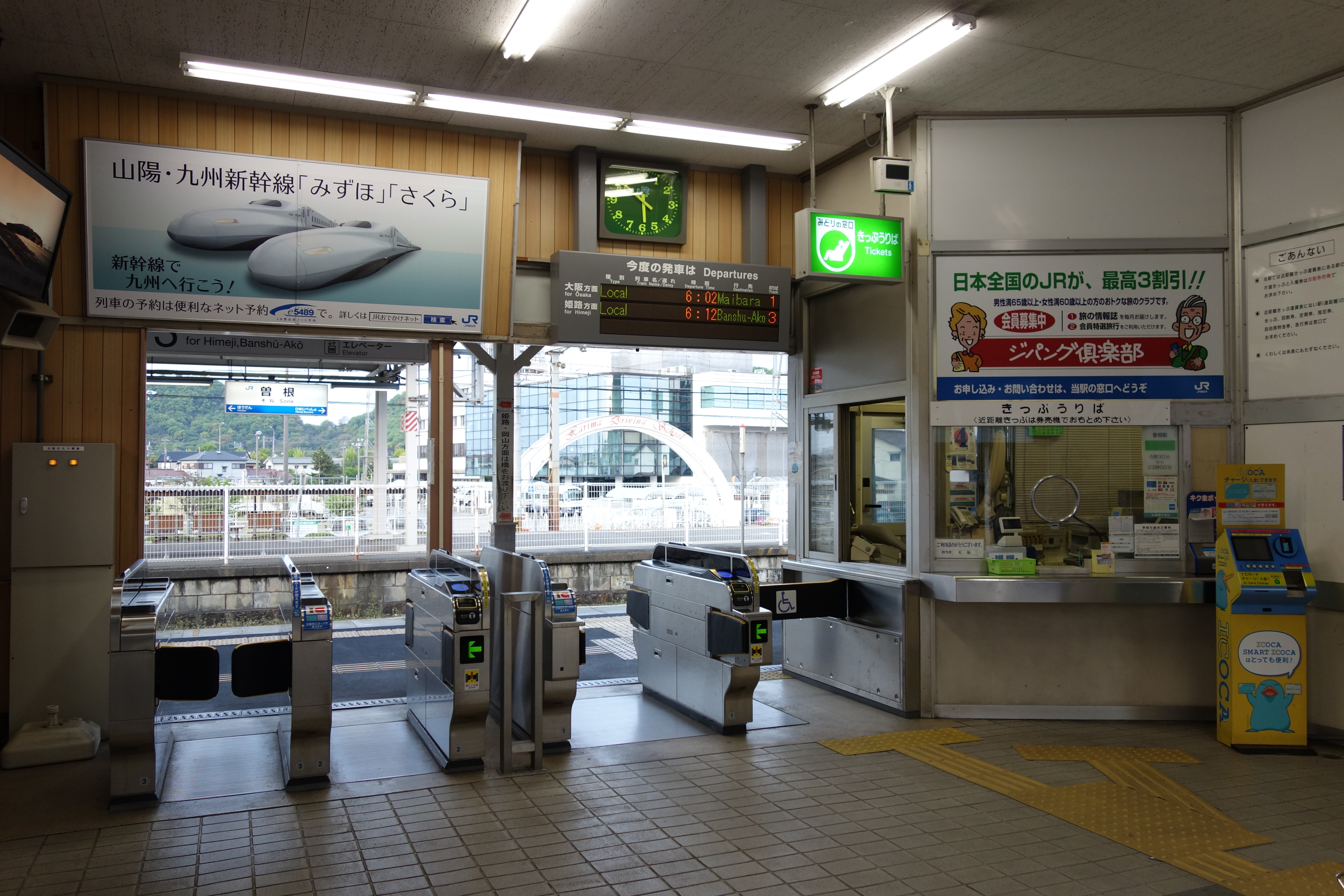
駅舎内 （みどりの券売機設置前）
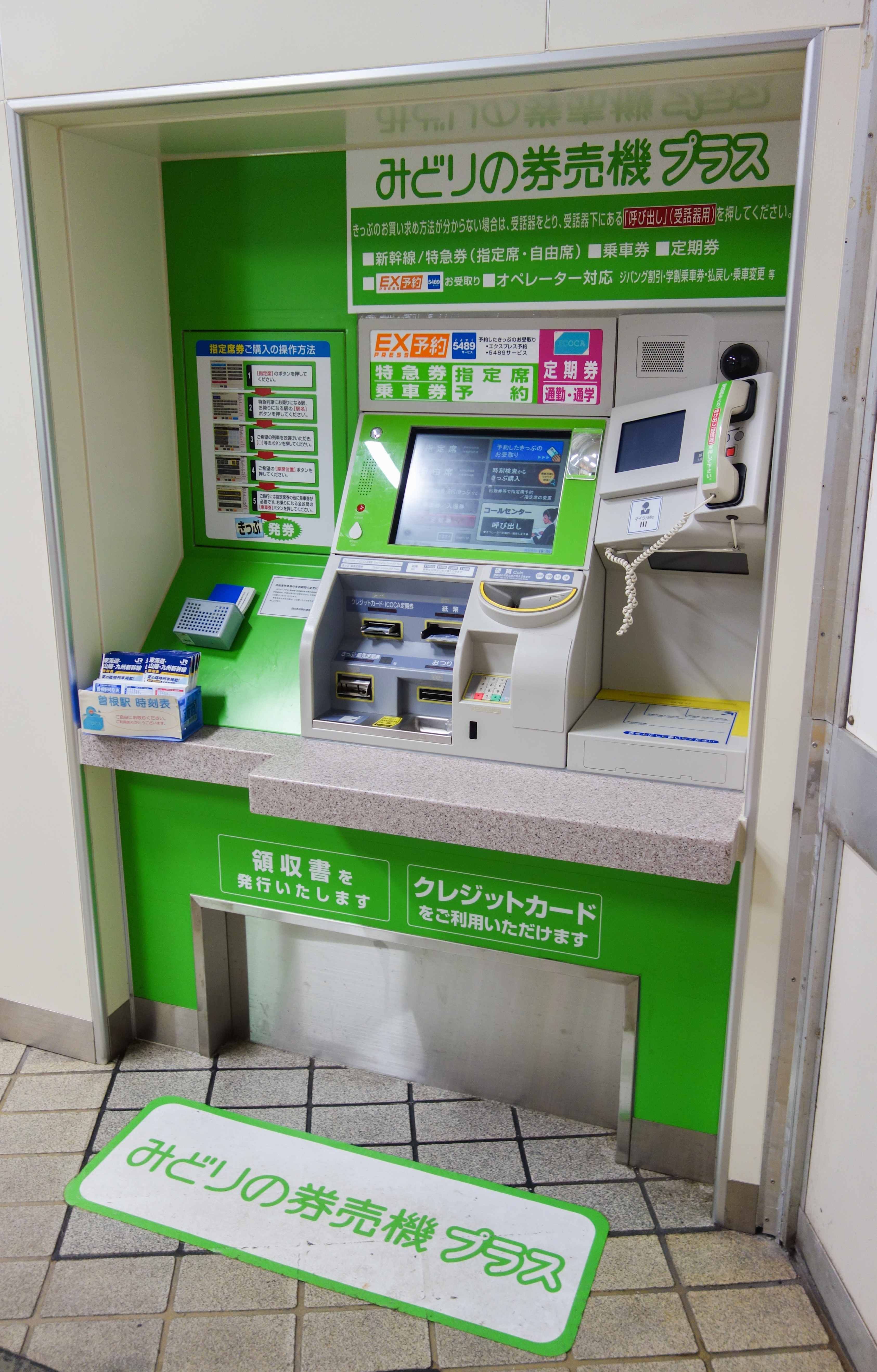
みどりの券売機プラス
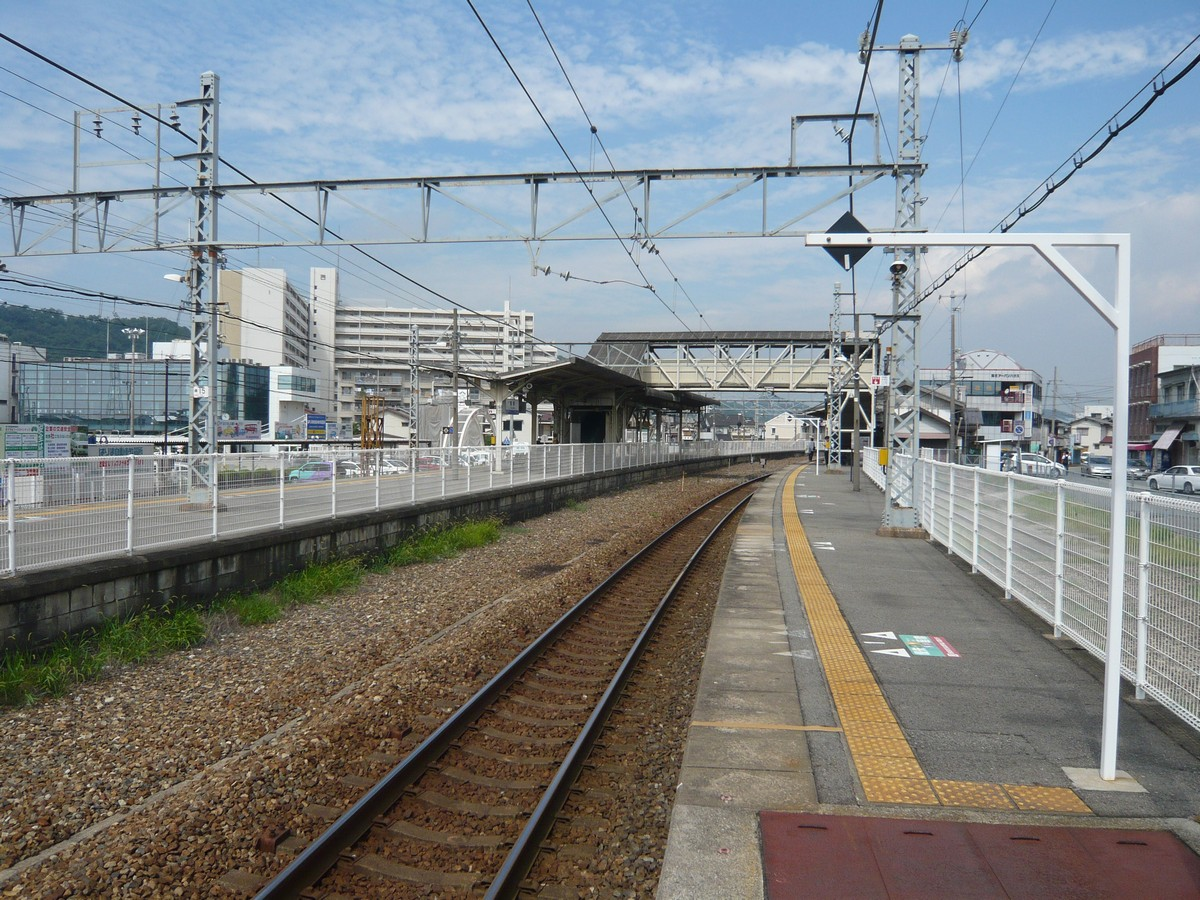
ホーム（バリアフリー化前）
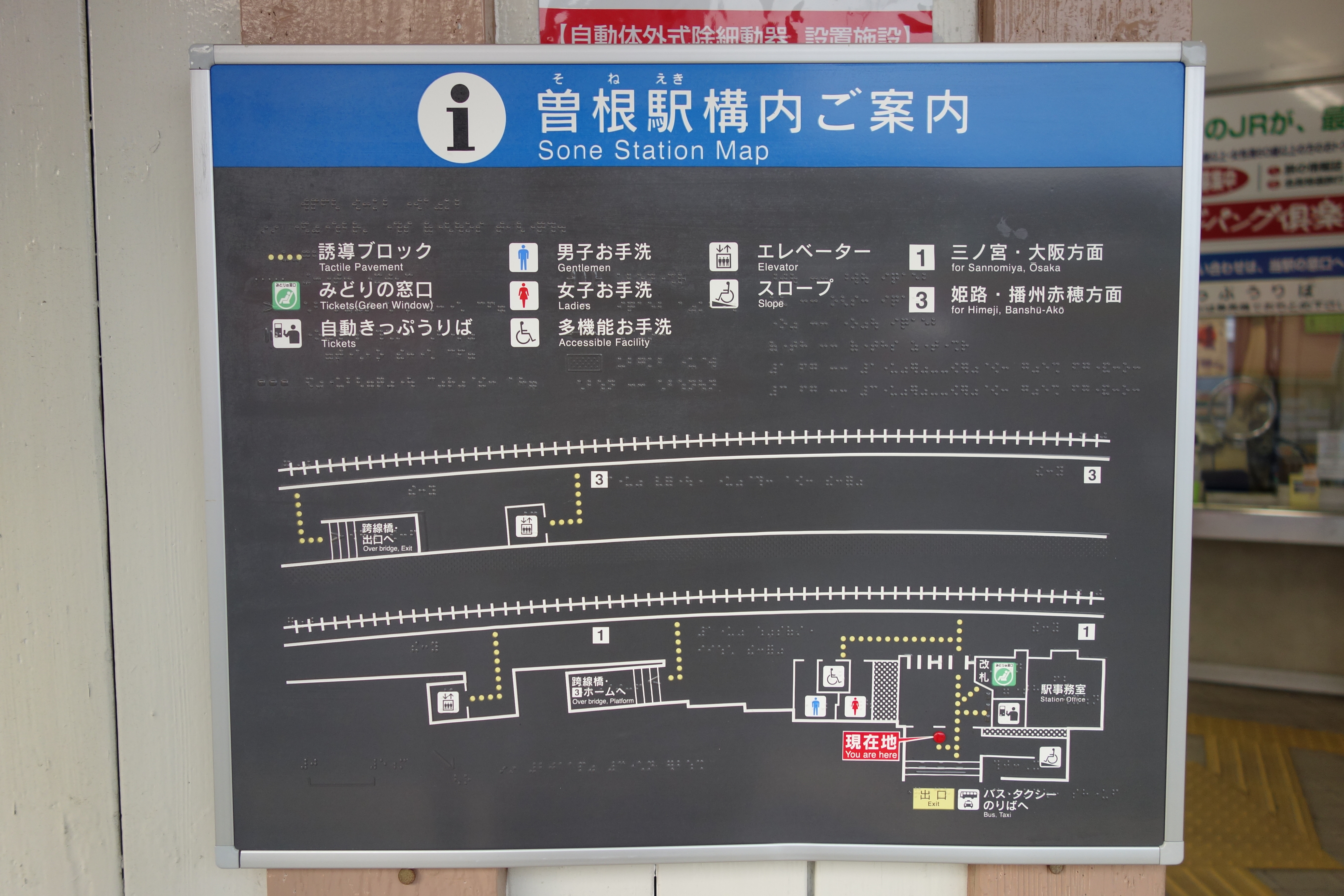
構内案内 （みどりの券売機設置前）

### ダイヤ
日中時間帯（10 - 15時台）は1時間に2本（約30分間隔）が停車する。朝夕時間帯は本数が多くなる。
三ノ宮・大阪方面の上りは、一部を除いて加古川駅で新快速に乗り換えできる。列車種別は大半が西明石駅から快速であるが、22・23時台には西明石行きが設定されている。姫路方面への下りは、大半が姫路・網干行きであるが、朝晩には上郡行きや赤穂線直通の播州赤穂行きが少ないながら設定されている。

### 南口設置要望について
駅出入り口は開業時から上り線側（北側）のみの設置にとどまっている。乗客が南側と駅を行き来するには駅舎から東に約180m離れた跨線道路橋に付属した歩道橋か、西側約370m先の歩行者用踏切を渡る必要がある。駅南側の住民らは1989年に「JR曽根駅周辺整備推進委員会」を発足させ、高砂市に対して南口の新設を要望している。
市は2012年に開催された住民側とのミーティングにおいて、(1)地下道を設置する、(2)橋上駅化する、(3)上記の歩道橋に駅へ通じるエレベーターを設置する、という3案のうち市でひとつに絞り、JRと協議すると回答した。その後の2015年、同市議会において曽根駅周辺整備事業を含む同年度当初予算案が提出されたものの、同年12月、市は橋上駅化案について、「駅のバリアフリー化が完成していることや、スペースが狭い駅南側の広場や道路の整備が難しいため」困難である、と結論づけた。2017年に行われた市と住民によるミーティングで市側は、エレベーター設置案について、動線の歩車分離を図る歩道の新設を含めた設計に入ったことを明らかにした。しかし、駅南側の道路拡幅を含めた整備については「橋上駅化にかかわらず整備が必要である」としたものの、「すぐに整備できない状況」として、計画中断を表明した。
しかし、その後も検討は進められ、市は2023年度に『JR曽根駅周辺整備事業』を立ち上げ、2024年6月18日にJR西日本と高砂市の間で『自由通路等整備及び駅舎橋上化に関する基本協定』が締結された。この整備計画では駅舎の橋上駅化、南北自由通路の整備に加え、周辺道路の拡幅も盛り込まれた。2025年度より工事を開始し、2028年度中の完成を目指している。

## 利用状況
「兵庫県統計書」によると、2022年（令和3年）度の1日平均乗車人員は3,705人である。
近年の年間乗車人数及び1日平均乗車人員は以下の通りである。

### 1998年 - 2019年
| 1998 - 2019年 | 1998 - 2019年 | 1998 - 2019年    | 1998 - 2019年 |
| 年度          | 年間 乗車人数 | 1日平均 乗車人員 |               |
| ------------- | ------------- | ---------------- | ------------- |
| 1998年        | 1,967千       | 5,388            |               |
| 1999年        | 1,869千       | 5,106            |               |
| 2000年        | 1,813千       | 4,968            |               |
| 2001年        | 1,782千       | 4,881            |               |
| 2002年        | 1,746千       | 4,785            |               |
| 2003年        | 1,756千       | 4,797            |               |
| 2004年        | 1,729千       | 4,738            |               |
| 2005年        | 1,620千       | 4,437            |               |
| 2006年        | 1,597千       | 4,374            |               |
| 2007年        | 1,599千       | 4.368            |               |
| 2008年        | 1,569千       | 4,299            |               |
| 2009年        | 1,517千       | 4,155            |               |
| 2010年        | 1,488千       | 4,077            |               |
| 2011年        | 1,498千       | 4,093            |               |
| 2012年        | 1,505千       | 4,123            |               |
| 2013年        | 1,569千       | 4,299            |               |
| 2014年        | 1,494千       | 4,092            |               |
| 2015年        | 1,548千       | 4,230            |               |
| 2016年        | 1,535千       | 4,204            |               |
| 2017年        | 1,526千       | 4,183            |               |
| 2018年        | 1,500千       | 4,111            |               |
| 2019年        | 1,474千       | 4,029            |               |

### 2020年 -
| 2020年 - | 2020年 -         |
| 年度     | 1日平均 乗車人員 |
| -------- | ---------------- |
| 2020年   | 3,550            |
| 2021年   | 3,586            |
| 2022年   | 3,705            |
| 2023年   | 3,771            |

## 駅周辺

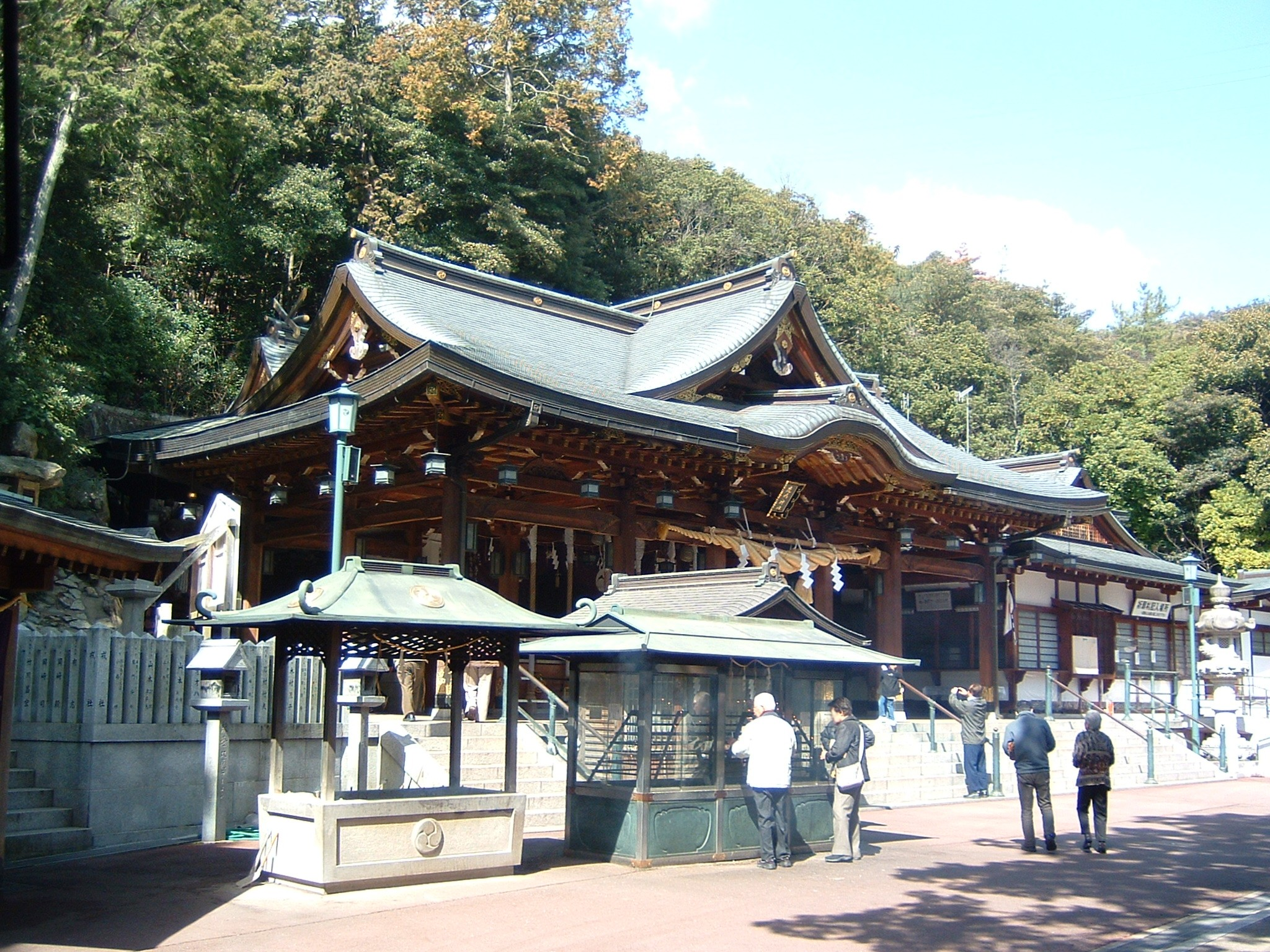
鹿嶋神社

- 鹿嶋神社 - 北へ約3 km、徒歩30分、神姫バスでアクセス可能。
- 時光寺 - 徒歩約11分。
- 山陽曽根駅（山陽電気鉄道本線） - 南へ約1.5 km。
- 高砂西部病院
- 兵庫県立姫路別所高等学校
- 白陵中学校・高等学校
- 高砂市立鹿島中学校
- 高砂市立阿弥陀小学校
- 高砂市立中筋小学校
- はりま自動車教習所
- 国道2号
- 国道250号

## バス路線
「JR曽根駅」停留所にて、以下の路線バスやコミュニティバスが発着する
| 停留所名 | 運行事業者                                | 路線名・系統・行先                      |
| -------- | ----------------------------------------- | --------------------------------------- |
| JR曽根駅 | 神姫バス                                  | 21系統：姫路駅（北口） / 鹿島神社       |
| JR曽根駅 | じょうとんバス （高砂市コミュニティバス） | - 21系統：JR宝殿駅 - 31系統：山陽高砂駅 |

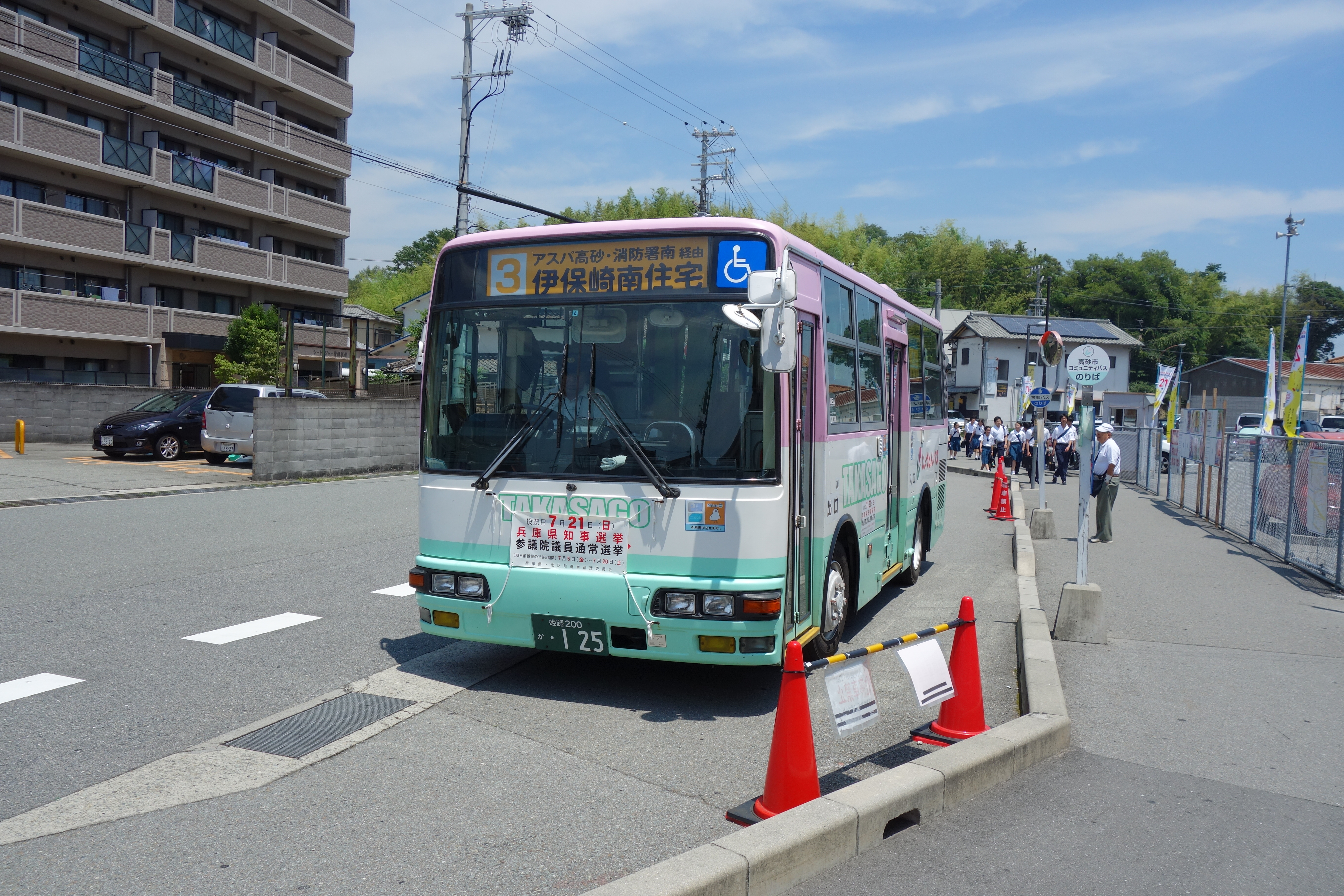
バス停とじょうとんバス

2016年から2021年までにかけ、指定された時刻のじょうとんバスと神姫バスをJR曽根駅で乗り継ぐと、じょうとんバス料金が無料になるサービスを実施していた。

## 隣の駅
西日本旅客鉄道（JR西日本）
 JR神戸線（山陽本線）
■新快速
通過
■普通（西明石から快速）
宝殿駅 (JR-A80) - 曽根駅 (JR-A81) - ひめじ別所駅 (JR-A82)